# Priacanthus
Priacanthus es un género de peces marinos que pertenecen a la  familia Priacanthidae. Agrupa a 12 especies nativas del océano Índico, Pacífico y Atlántico.

## Especies
Se reconocen las siguientes especies:
- Priacanthus alalaua Jordan & Evermann, 1903
- Priacanthus arenatus Cuvier, 1829
- Priacanthus blochii Bleeker, 1853
- Priacanthus fitchi Starnes, 1988
- Priacanthus hamrur (Forsskål, 1775)
- Priacanthus macracanthus Cuvier, 1829
- Priacanthus meeki Jenkins, 1903
- Priacanthus nasca Starnes, 1988
- Priacanthus prolixus Starnes, 1988
- Priacanthus sagittarius Starnes, 1988
- Priacanthus tayenus Richardson, 1846
- Priacanthus zaiserae Starnes & Moyer, 1988